# Peter Straub (Schriftsteller)

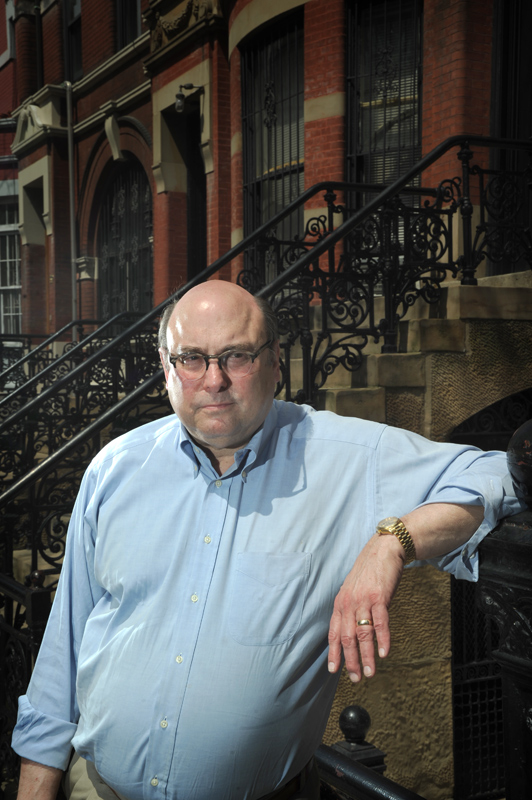
Peter Straub (2009)

Peter Francis Straub (* 2. März 1943 in Milwaukee, Wisconsin; † 4. September 2022 in New York City, New York) war ein US-amerikanischer Schriftsteller, der durch seine Horror-Romane bekannt wurde. Wie Stephen King, mit dem er zwei Romane schrieb, zählt er zu den bedeutendsten Vertretern der modernen Phantastik.

## Leben

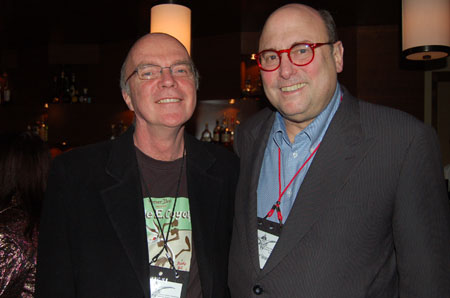
Peter Straub mit dem australischen Horrorschriftsteller Rob Hood (2007)

In Milwaukee geboren, wuchs Peter Straub zusammen mit zwei jüngeren Brüdern im US-Bundesstaat Wisconsin auf. Sein Vater war Verkäufer, seine Mutter arbeitete als Krankenschwester. Seine Mutter hatte sich gewünscht, dass aus ihm ein Arzt oder ein Pfarrer werde, während sein Vater ihn gerne als Profisportler gesehen hätte. Schon im Vorschulalter interessierte Straub jedoch vor allem das Lesen. So verbrachte er Stunden in öffentlichen Bibliotheken, wo er Geschichten über Piraten, Soldaten, Detektive, Verbrecher und andere schillernde Gestalten las.
Ein einschneidendes Kindheitserlebnis als Erstklässler war ein schwerer Autounfall, der neben einer Nahtoderfahrung zahlreiche Knochenbrüche, diverse Operationen und ein Jahr Schulpause für Straub bedeutete. Außerdem war er für längere Zeit auf einen Rollstuhl angewiesen und entwickelte einige Verhaltenseigenheiten, zum Beispiel ein schweres Stottern, das bis ins frühe Erwachsenenalter anhielt.
Nach einem Anglistik-Studium an der University of Wisconsin–Madison und der Columbia University arbeitete er kurz als Englischlehrer, bevor er nach Dublin zog, um dort an einer Promotion zu arbeiten. Hier und in London, wo er von 1972 bis 1979 lebte, begann er professionell zu schreiben. Seinen ersten großen Erfolg feierte er 1979 mit dem Roman Ghost Story (deutsch: Geisterstunde). Straub lebte in Manhattan. Seine Tochter Emma Straub ist ebenfalls eine erfolgreiche Schriftstellerin.
Straubs Romane wurden mehrfach ausgezeichnet, unter anderem 1989 und 1993 mit dem World Fantasy Award für Koko als besten Roman, dem British Fantasy Award und dem Bram Stoker Award. 2010 erhielt er den World Fantasy Award für sein Lebenswerk.
Straub starb am 4. September 2022 im Columbia University Irving Medical Center im New Yorker Stadtteil Manhattan im Alter von 79 Jahren an gesundheitlichen Komplikationen, die infolge einer Hüftfraktur eingetreten waren.

## Werke (Auswahl)
Romane
- Der Talisman. („The Talisman“). Hoffmann & Campe 1986, ISBN 3-453-02523-7 (zusammen mit Stephen King).
- Julia. Ein unheimlicher Roman. („Julia“). 7. Aufl. Heyne, München 1991, ISBN 3-453-02328-5.
- Koko. Roman. („Koko“). 5. Aufl. Heyne, München 1992, ISBN 3-453-00373-X.
- Mystery. Roman. („Mystery“). Heyne, München 1992, ISBN 3-453-06105-5.
- Die fremde Frau. Roman. („Marriages“). Heyne, München 1992, ISBN 3-453-00292-X.
- Wenn du wüsstest. Psychothriller. („If You Could See Me Now“). 4. Aufl. Dtv, München 1996, ISBN 3-423-12052-5.
- Reise in die Nacht. Roman. („The Hellfire Club“). Heyne, München 1997, ISBN 3-453-13649-7.
- Schattenbrüder. („Mr. X“). Heyne, München 2001, ISBN 3-453-17754-1 (abweichender Titel „Mr. X“).
- Der Hauch des Drachen. Roman. („Floating Dragon“). Heyne, München 2003, ISBN 3-453-87351-3.
- Schattenland. Roman. („Shadowland“). Heyne, München 2004, ISBN 3-453-87958-9.
- Das schwarze Haus. („Talisman II – Black House“). Heyne, München 2002, ISBN 3-453-87370-X (zusammen mit Stephen King).
- Das geheimnisvolle Mädchen. Roman. („Under Venus“). 8. Aufl. Heyne, München 2005, ISBN 3-453-09967-2.
- Geisterstunde. Roman. („Ghost Story“). Heyne, München 2005, ISBN 3-453-56501-0.
- Der Schlund. („The Throat“). Heyne, München 1993, ISBN 3-453-56503-7.
- Magic Terror. Roman. („Magic Terror“). Pavillon-Verlag, München 2006, ISBN 978-3-453-77089-8.
- Haus der blinden Fenster. Roman. („Lost Boy Lost Girl“). Heyne, München 2008, ISBN 978-3-453-43306-9.
- Schattenstimmen. Roman. („In the Night Room“). Heyne, München 2008, ISBN 978-3-453-72181-4.
- Okkult. Roman. („A Dark Matter“). Heyne, München 2012, ISBN 978-3-453-43590-2.

Gedichtbände
- Ishmael. Turet, London 1972, ISBN 0-85469-037-9 (Turet Booklets/2; 14).
- Leeson Park and Belsize Square. Poems. Underwood Books, San Francisco, Calif. 1984, ISBN 0-934438-91-9.
- Open Air. Irish University Press, Shannon 1972, ISBN 0-7165-2176-8.

Sammelbände
- 5 Stories. Borderlands Press, Baltimore, Md. 2008, ISBN 978-1-880325-03-2.
- Haus ohne Türen. Kurzgeschichten. („House Without Doors“). Heyne, München 1994, ISBN 3-453-07551-X.
- Magic Terror. Stories. („Magic Terror“). Heyne, München 2000, ISBN 3-453-17408-9.
- Wild Animals. Three Novels. Putnam, New York 1984, ISBN 0-399-13013-6 (enthält: „Under Venus“, „If You Could See Me Now“ und „Julia“).

## Filme
- 1976: Julias unheimliche Wiederkehr (Full Circle) – Regie Richard Loncraine (nach dem Roman Julia)
- 1981: Zurück bleibt die Angst (Ghost Story) – Regie John Irvin (nach dem Roman Geisterstunde)